# نشریه PWI
مجله Pro Wrestling Illustrated) PWI ) یک مجله کشتی حرفه‌ای آمریکایی است که در سال ۱۹۷۹ توسط استنلی وستون تأسیس شد.  دفتر مرکزی PWI در بلو بل، پنسیلوانیا قرار دارد و توسط گروه انتشاراتی کاپا منتشر می‌شود. این مجله طولانی‌ترین مجله کشتی به زبان انگلیسی است که هنوز در حال تولید است.
PWI شماره‌های دوماهانه و شماره‌های ویژه سالانه مانند «سالنامه و کتاب حقایق» خود را منتشر می‌کند. این مجله مسابقات قهرمانی مختلف جهان را به عنوان مسابقات قانونی، مشابه رینگ در بوکس، به رسمیت می‌شناسد.
PWI اغلب به عنوان "Apter Mag" شناخته می‌شود که به نام عکاس قدیمی‌اش، بیل آپتر، نامگذاری شده است. PWI در سال‌های اخیر از گزارش داستان‌ها به عنوان اخبار واقعی فاصله گرفته و نظرات سرمقاله در مورد فعالیت‌های پشت صحنه کشتی کج را با آن ترکیب کرده است.
نشریه PWI از سال ۱۹۹۱ هر ساله فهرستی از «۵۰۰ کشتی‌گیر برتر» خود را منتشر می‌کند که در آن برترین کشتی‌گیران مرد جهان معرفی می‌شوند. در سال ۲۰۰۸، آنها فهرست سالانه «۵۰ کشتی‌گیر زن برتر» را اضافه کردند که بعداً در سال ۲۰۱۸ به فهرست «۱۰۰ کشتی‌گیر زن برتر» و سپس در سال ۲۰۲۱ دوباره به عنوان «۱۵۰ کشتی‌گیر زن برتر» تغییر نام داد. 